# 戴維斯鎮區 (明尼蘇達州基特遜縣)
戴維斯鎮區（英語：Davis Township）是位於美國明尼蘇達州基特遜縣的一個行政鎮區。

## 歷史
戴維斯鎮區於1882年設立，得名自縣政府專員愛德華·N·戴維斯（Edward N. Davis）。

## 地方資料
戴維斯鎮區的面積為91.49平方千米，當中陸地面積為91.35平方千米，而水域面積為0.14平方千米。根據2020年美國人口普查的數據，當地共有人口35人，而人口密度為每平方千米0.38人。